# Micromecenatge
El micromecenatge (de l'anglès crowdfunding) descriu la cooperació, atenció i confiança col·lectiva de persones que treballen conjuntament i inverteixen diners en altres recursos junts, normalment per Internet, per donar suport als esforços iniciats per altra gent o organitzacions. El finançament en massa es du a terme amb diversos objectius, des d'ajuda humanitària, periodisme ciutadà, artistes que busquen suport del seu públic, campanyes electorals o empreses, incloent les emergents que no cerquen capital llavor.

## Història
El 1997, els admiradors americans van subvencionar completament una gira de Marillion pels Estats Units —en total, uns 60.000 dòlars— amb donacions captades amb una campanya a Internet promoguda pels mateixos fans. Marillion ha fet servir el mateix sistema posteriorment per recaptar diners per la gravació i edició dels seus àlbums musicals, com Marbles
La primera aplicació del crowd funding a la indústria del cinema data del 2004, quan els emprenedors i productors Guillaume Colboc i Benjamin Pommeraud, de la companyia Guyom Corp. van engegar una campanya de donació pública per Internet per finançar la seva pel·lícula Demain la Veille; en tres setmanes van aconseguir prop de 50.000 dòlars, que els van permetre rodar el seu film. Posteriorment, Spanner Films va imitar la idea en el camp dels documentals: van recaptar diners per The Age of Stupid durant cinc anys, començant el 14 de desembre del 2004 i acabant el 2009. Van aconseguir més de 900.000 lliures per cobrir tant la producció com la promoció del documental.
ArtistShare, amb seu als Estats Units, definida com «una plataforma de micromecenatge pionera», es va llançar l'octubre de 2003, seguit més tard per llocs web ChipIn (2005), EquityNet (2005), Pledgie (2006), Sellaband (2006), IndieGoGo (2008), GiveForward (2008), FundRazr (2009), Kickstarter (2009), RocketHub (2009), Fundly (2009), GoFundMe (2010), Appsplit (2010), Microventures (2010) i Fundageek (2011).
A Catalunya, una de les primeres experiències modernes de finançament col·lectiu es va dur a terme el 1922, quan es va adquirir el quadre La Vicaria, de Marià Fortuny per subscripció popular. També es podria considerar un projecte de finançament col·lectiu el Gran Teatre del Liceu, que es va fundar per un col·lectiu de gent interessada en l'òpera i va ser finançada per accionistes particulars (de 1837 a 1847), tot i que les aportacions potser no eren "micro", o també el Temple Expiatori de la Sagrada Família, que es basteix per donatius des del 1882. Un altre exemple més modern de finançament col·lectiu, aquesta vegada amb finalitat solidària, seria La Marató de TV3 (començant el 1992).
La plataforma pionera de micromecenatge a Catalunya és Verkami, que es va posar en funcionament el desembre del 2010 i ha tingut un èxit aclaparador, a més de guanyar un guardó de les Nacions Unides el 2013. Sorgí el mateix mes que la iniciativa espanyola de Lánzanos, creat per uns estudiants de Ciudad Real i Toledo i, per tant, és co-pionera a l'Estat Espanyol.

## Funcionament
És un sistema basat en "donacions", que són en realitat inversions, ja que al darrere sol haver-hi una "compensació". Deixant de banda la falta d'acord en la terminologia emprada, es pot discernir entre compensacions econòmiques (en el cas que es puguin generar beneficis o participacions de l'empresa), i, les més habituals, compensacions simbòliques, que atreuen als mecenes que queden satisfets pel canvi proposat.
Un exemple clar d'aquest retorn no monetari és l'ofert sovint per artistes que donen l'opció de posar el nom dels micro-mecenes als agraïments d'un disc, donen entrades a concerts, ofereixen un disc o ofereixen privilegis de l'estil d'assistir a l'enregistrament d'una cançó. Aquest sistema permet a l'artista disposar dels diners necessaris per a llançar el seu disc, preparar la seva exposició o costejar el seu espectacle. En retorn, ofereix entrades, discos o una petita obra d'art.

## Enfocaments
L'emprenedor que vulgui usar el finançament en massa normalment fa ús de les comunitats virtuals per sol·licitar donacions de petites quantitats de diners d'individuals que, normalment, no són professionals del sector de les finances. Hi ha moltes opcions, com per exemple:
- La sol·licitud podria ser feta per recolzar una idea sense esperar res material a canvi. Aquest tipus de finançament en massa té antics precedents com en el patronatge artístic i les activitats normals de recaptació de diners per la caritat.
- Un altre enfocament és el que mostra una imatge d'esponsorització a canvi dels diners rebuts. Un exemple d'Internet molt famós és The Million Dollar Homepage.
- La sol·licutud podria ser per oferir un préstec (microfinançament), com per exemple Kiva.
- Algun tipus d'inversió en capital social podria ser oferta, encara que un esquema com aquest faria necessari vigilar en no caure en alguna llei financera relacionada amb l'oferta pública inicial.[22]
- Inversió en capital social directa (per exemple, Crowdcube).

## Marc legal
La llei espanyola de mecenatge de 1994 modificada l'any 2002 no està feta a la mida d'impulsar el finançament de masses. I és que el panorama cultural està dominat per grans fundacions que fan de lobi entre els diputats, tot negociant-ne la seva pròpia inclusió a una llista de projectes prioritaris gaudidors de la màxima desgravació possible d'IRPF (25%) per part dels seus donants. Per tant, no hi ha avantatges fiscals pels donants -que poden desgravar fins a un 25%- a menys que aquests siguin altres fundacions. D'altra banda no es preveu el micromecenatge, ja que és considerat com una acció de compravenda normal i corrent, pel que l'artista o emprenedor que rep el suport és privat del 21% corresponent a l'IVA. És un context força hostil pel micromecenatge que intenta arribar al màxim de donants possible, persones no adinerades.
Al parlament europeu no s'ha legislat a favor d'aquesta finançament que es mou amb el suport de molta gent sense afany lucratiu. I les facilitats a Espanya queden per darrere de les de països com Regne Unit que sí que la impulsen.
Una legislació favorable impulsaria l'economia de les petites i mitjanes empreses i les iniciatives socials. Tanmateix, la cultura financera del país també influeix a aquest impuls, entre altres aspectes.

## Aplicacions contemporànies i tendències
- El finançament en massa es fa servir en blogs, periodisme,[24] música i cinema independent,[25][26] així com per engegar una empresa emergent.[27][22][28] I s'estudien les possibilitats que ofereix com una font de finançament més degut als èxits aconseguits i les dificultats per trobar finançament de les fonts convencionals. Té un potencial estratègicament lligat a l'entorn web participatiu, a través de plataformes especialitzades.[21]
- La majoria d'aquestes plataformes de finançament contenen un mecanisme de seguretat que fa que si l'objectiu econòmic del projecte no és assolit en el termini requerit les donacions no són cobrades als inversors; aquest sistema va ser batejat per Kickstarter com pledges. Tanmateix, altres plataformes com Micropatronage utilitzen un sistema en què el públic recolza directament la tasca dels altres fent donacions a través d'Internet. El terme va ser popularitzat pel bloguer Jason Kotke, quan va renunciar al seu treball diari com a dissenyador web i va començar a viure dels seus blogs finançats gràcies a les donacions dels seus lectors.
- És adequat per PiMES. L'interès pel projecte pot ser elevat i estès, el que en principi atrau a empreses de qualsevol mida, però els micro-mecenes busquen involucrar-s'hi, quelcom més factible en empreses petites, o bé grans la meta de les quals és crear béns comuns.[21]
- Un valor afegit que té pels emprenedors és que la difusió és anterior al projecte en si. Tot buscant finançament, ja generés interès i expectativa. Els experts creuen que aquest és el futur en les pràctiques comercials, ja que funcionar segons els encàrrecs dels clients elimina costos indirectes.

### Micromecenatge social
El micromecenatge social es basa en el model de les xarxes d'igual a igual que crea projectes pel procomú tot establint que les relacions dins una comunitat han de permetre la generació d'alguna cosa més gran que la suma de totes les parts que la integren, i  ha de garantir un benefici col·lectiu més enllà del propi grup. Aquest benefici ha de ser social i no individual; horitzontal i distribuït, sense privilegis, cap a la base. Una mostra en seria la plataforma Goteo.

## Plataformes de micromecenatge

### Micromecenatge als Països Catalans
És especialment rellevant el nombre de projectes i plataformes de micromecenatge als PaÏsos Catalans. Cal destacar-ne:
- Verkami: orientada a projectes culturals (premi World Summit Awards 2013, categoria e-Culture&Tourism)[29][30][31][32]
- Goteo: plataforma destinada a projectes pel bé comú[33]
- totSuma: plataforma de finançament col·lectiu per a projectes de país[34]
- Seed&Click: micromecenatge per a projectes empresarials[35][36][37]
- CoopFunding: per promoure projectes cooperatius[38]
- ECrowd!: plataforma de finançament col·lectiu per a projectes amb impacte social i mediambiental positiu[39]
- Startupxplore: una plataforma especialitzada en inversió empresarial fundada el 2014 per Javier Megias y Nacho Ormeño.[40] Pertany a l'empresa Startup Ventures.[41]
- Aixeta: plataforma de micromecenatge continu per a creadors i projectes de creació, una iniciativa sense ànim de lucre fundada el 2019 per Liz Castro, Mireia Domènech i Bonet i Elena Fonts[42][43][44][45][46][47][48][49]

### Micromecenatge d'arreu
Altres empreses de micromecenatge, dels EUA i d'arreu del món són:
- Microdonaciones - una plataforma de "Hazlopossible", basada en donacions.
- Indiegogo - una plataforma dels EUA per qualsevol projecte.
- Ulule - La primera plataforma de crowdfunding a Europa.
- CrowdCube - plataforma estatunidenca pel finançament de noves empreses.
- Seedrs - plataforma basada a Londres i Lisboa pel finançament de noves empreses.
- RocketHub Elequity Funding Arxivat 2017-01-08 a Wayback Machine. - plataforma per al finançament de projectes emprenedors.
- Kickstarter - per projectes creatius, principalment basada als Estats Units però amb deslocalitzacions a molts d'altres països.
- GoFundMe - plataforma estatunidenca a projectes individuals o col·lectius.
- Pepaloba - per projectes de campanyes d'ecologisme o de solidaritat contra la burorepressió.